# Résolution 851 du Conseil de sécurité des Nations unies
Membres permanents
- Chine
- États-Unis
- France
- Royaume-Uni
- Russie

Membres non permanents
- Brésil
- Cap-Vert
- Djibouti
- Espagne
- Hongrie
- Japon
- Maroc
- Nouvelle-Zélande
- Pakistan
- Venezuela

Résolution no 850 Résolution no 852
La résolution 851 du Conseil de sécurité des Nations Unies, adoptée à l'unanimité le 15 juillet 1993, après avoir réaffirmé les résolutions 696 (1991), 747 (1992), 785 (1992), 793 (1992), 804 (1993), 811 (1993), 823 (1993) et 834 (1993), a noté la détérioration continue de la situation en Angola et a prorogé le mandat de la Mission de vérification des Nations Unies en Angola II (UNAVEM II) jusqu'au 15 septembre 1993, discutant plus avant du processus de paix dans le pays.
La résolution a commencé par saluer les déclarations faites par l'Organisation de l'unité africaine (OUA), le  Portugal, la Russie, les États-Unis et la Conférence mondiale sur les droits de l'homme à Vienne, en Autriche. Des inquiétudes ont toutefois été suscitées par la suspension des pourparlers de paix, l'absence de cessez-le-feu et la détérioration de la situation politique, militaire et humanitaire dans le pays. Les efforts du Secrétaire général Boutros Boutros-Ghali et de sa Représentante spéciale Margaret Anstee pour mettre fin à la crise par des négociations ont été soutenus, soulignant l'importance d'une présence continue des Nations Unies en Angola.
Le Conseil de sécurité a réitéré sa volonté d'étendre considérablement la présence des Nations Unies dans le pays en cas de progrès significatifs dans le processus de paix. Il a également exigé que l'UNITA accepte le résultat des élections de 1992 et respecte l'accord de paix « Accordos de Paz ». Les actions militaires continues de l'UNITA, qui ont porté préjudice à la population civile et à l'économie angolaise, ainsi que les tentatives répétées de s'emparer de territoires supplémentaires et le non-retrait des troupes ont toutes été condamnées. Le Conseil a déclaré que de telles violations étaient incompatibles avec les accords de paix, soulignant la nécessité de rétablir immédiatement un cessez-le-feu et de mettre en œuvre cette accord et les résolutions pertinentes du Conseil de sécurité. Dans le même temps, tous les États ont été invités à ne pas apporter à l'UNITA un soutien militaire susceptible de nuire au processus de paix.
Le Conseil de sécurité a déclaré qu'il envisagerait de nouvelles mesures en vertu de la Charte des Nations unies, y compris un embargo obligatoire sur les armes contre l'UNITA, à moins que le Secrétaire général ne signale avant le 15 septembre 1993 qu'un cessez-le-feu était observé et qu'un accord était conclu sur la mise en œuvre de l'accord de paix et des résolutions pertinentes du Conseil de sécurité. La légalité du gouvernement angolais a été reconnue et la résolution a salué l'assistance au gouvernement pour soutenir le processus démocratique et les mesures prises par Boutros-Ghali pour mettre en œuvre le plan d'aide humanitaire d'urgence. Prenant note de l'intention de l'UNITA de ne pas entraver l'acheminement de l'aide humanitaire, la résolution a exhorté les États membres, les agences spécialisées des Nations Unies et les organisations non gouvernementales à accroître l'aide humanitaire à l'Angola.
S'adressant également à l'UNITA, le Conseil lui a demandé d'assurer l'évacuation des ressortissants étrangers et des membres de leurs familles de Huambo et d'autres localités occupées par l'UNITA. Une attaque menée par les forces de l'UNITA contre un train le 27 mai 1993 dans le sud de l'Angola, qui a tué une centaine de personnes, a été condamnée comme violation du droit humanitaire international. À cet égard, les deux parties ont été invitées à assurer la sécurité de l'UNAVEM II, à respecter le droit international humanitaire et à garantir un accès sans entrave de l'aide humanitaire à la population civile, félicitant le Secrétaire général et sa Représentante spéciale d'avoir établi des couloirs d'aide humanitaire.
La résolution concluait en demandant au Secrétaire général de faire rapport sur l'évolution de la situation en Angola avant le 15 septembre 1993 et de soumettre dès que possible les implications budgétaires du renforcement de l'UNAVEM II, comme le prescrit la résolution 696 (1991).

## Voir également
- Guerre civile angolaise
- Mission de vérification des Nations unies en Angola III